# Der Sturm – Life on the Line
Der Sturm – Life on the Line (Originaltitel: Life on the Line) ist ein US-amerikanischer Katastrophenfilm aus dem Jahr 2015 von David Hackl. In der Hauptrolle ist John Travolta zu sehen.

## Handlung
Ein Mann namens Duncan gibt ein Interview für einen Dokumentarfilm. Er wird gefragt, wie es für ihn ist, ein Lineman zu sein. Als er von den Geschehnissen des großen Sturms erzählen soll, wirkt er kurz abwesend.
Danny Ginner spricht mit seiner Tochter Bailey. Bailey hat Angst vor dem Sturm, aber Danny gibt ihr eine Taschenlampe für den Fall, dass der Strom ausfällt. Danny ist ein Lineman, der ausgeht und an Stromleitungen arbeitet. Danny macht sich mit einer Crew auf den Weg, um während eines heftigen Regenschauers eine heruntergekommene Stromleitung zu reparieren. Plötzlich fährt ein Lastwagen vor. Es ist der Bruder des Mannes, Beau Ginner. Beau ist in der Lage, an der Leine hochzuklettern und einen kurzgeschlossenen Draht zu reparieren.
Erst zu spät bemerkt Danny, dass Beau eine entscheidende Stelle nicht ausgebessert hat. Beau bietet an, wieder nach oben zu gehen, um seinen Fehler auszubessern, doch Danny hält ihn auf und beschließt, es selbst zu tun. Während er den Draht repariert, wird die Stromleitung von einem Blitz getroffen, und Danny fällt getroffen zu Boden. Er wird ins Krankenhaus eingeliefert. Eines der Besatzungsmitglieder alarmiert dessen Frau. Sie lässt Bailey zurück und eilt ins Krankenhaus. Während ihrer Fahrt ins Krankenhaus kollidiert sie mit einem LKW und verstirbt. Beau wird Zeuge des Unfalls, kann sie aber nicht mehr retten. Am nächsten Morgen kommt Beau beim Haus vorbei und tröstet seine Nichte Bailey.
15 Jahre später leben Beau und Bailey zusammen. Sie arbeitet als Kellnerin in einem lokalen Diner, während Beau jetzt der Head Lineman für das Unternehmen ist. Bevor sie sich auf den Weg zur Arbeit machen, bemerken Beau und Bailey, dass auf der anderen Straßenseite neue Nachbarn einziehen. Bailey geht hinaus, um sich vorzustellen. Sie begrüßt Carline, während Carlines Ehemann Eugene sie lediglich aus der Ferner mustert. Beau sieht Eugene und stellt sich ihm vor. Er bemerkt, dass Eugene auch für den Stromkonzern arbeitet. Eugene sieht Beau sehr misstrauisch an. Bailey setzt Beau vor Ort ab. Dieser muss schockiert feststellen, dass seine Kollegen eine Überraschungs-Geburtstagsparty für ihn organisiert haben.
Später am Tag bemerkt Beau, dass Duncan nun ebenfalls für dieselbe Firma arbeitet. Beau fragt seinen Arbeitskollegen Pok’ Chop, wer Duncan angeheuert hat, aber Pok’ Chop sagt, dass er es nicht getan habe. Es wird enthüllt, dass Duncan und Bailey früher zusammen waren, er die Beziehung aber beendete, um sich um seine alkoholkranke Mutter kümmern zu können. Ron, ein weiterer Ex-Freund von Bailey, der immer noch Gefühle für die junge Frau hat, ist von Duncans Rückkehr nicht begeistert.
Die Beziehung zwischen Eugene und Carline ist angespannt, da sie ihn in der Vergangenheit betrogen hat. Nachdem sie einige Zeit miteinander verbracht haben, bemerkt Carline, dass Bailey schwanger ist. Bailey verrät, dass es Duncans Baby ist. Beau möchte allerdings, dass sie ein College besucht. Ron wird derweil von Carline bei einem Flirtversuch mit Bailey entscheidend gestört. In einer Bar sagt der betrunkene Beau, dass er von Duncan nichts hält und er die Zukunft seiner Nichte bedrohe. Es kommt zum Handgemenge.
Am Tag des Sturms zerstört ein starker Blitz eine Stromleitung. Dadurch entgleist ein Zug. Eugene, der vorhatte, Suizid zu begehen, beschließt, Carline eine zweite Chance zu geben. Gerade rechtzeitig kommt er heim, um seine Frau vor der Vergewaltigung von Ron zu retten. Bei einem Schusswechsel wird allerdings Bailey schwer am Bauch getroffen und ins Krankenhaus eingeliefert. Wegen des Sturms fällt aber plötzlich der Strom in der Stadt aus.
Beau und Duncan schaffen es zum zentralen Energieknotenpunkt und versuchen herauszufinden, was passiert ist. Beau bemerkt schließlich das Problem: Die Leitung ist unterbrochen. Beau erklimmt den Hochspannungsmast, um den Strom wieder einzuschalten. Nachdem er mit einem Stock Druck auf einen Hebel ausgeübt hat, sagt Beau Duncan, dass er ein guter Mann ist. Duncan erkennt, was Beau vorhat, und versucht ihn davon zu überzeugen, dass es auch anders geht. Beau greift nach dem Hebel und drückt darauf. Der Hebel gibt nach und wird verbunden. Dies führt aber dazu, dass Beau einen Stromschlag erleidet und sein Körper vom Mast geworfen wird. Der Strom erreicht wieder die Stadt und das Krankenhaus und Bailey kann gerettet werden. Am nächsten Morgen geht Duncan ins Krankenhaus und tröstet Bailey.
Während des Interviews sagt Duncan, dass Beau die Definition eines Lineman war und dass er hofft, dass er nur halb so viel wie Beau sein kann. Duncan bekommt einen Anruf über sein Funkgerät und sagt, dass er gebraucht wird, weil ein Sturm aufziehen wird.
Zwei Jahre später werden Duncan, Bailey, ihr Baby, Pok’ Chop und ein weiterer Lineman gesehen, wie sie sich einem Denkmal nähern. Das Denkmal, das sich vor einem Strommast befindet, ist all den örtlichen Freileitungsmonteuren gewidmet, die im Dienst ihrer Arbeit ihr Leben verloren haben. Die Namen von Danny und Beau sind unter den Namen zu sehen.

## Hintergrund
Der Sturm – Life on the Line wurde überwiegend im kanadischen British Columbia, besonders in Vancouver und Fort Langley realisiert. Das Filmbudget wird auf 12 Mio. US-Dollar geschätzt. Der Film wurde für den Direct-to-Video-Vertrieb produziert. Er feierte seine Premiere am 5. November 2015 auf dem Napa Valley Film Festival und erschien am 18. November 2016 im Videoverleih.

## Rezeption
„Nach bewährtem Muster gestrickter Katastrophenfilm, zugleich ein Hohelied auf einen nicht ungefährlichen Berufsstand.“

„Richtig gut funkt’s nur in den Stromleitungen.“

Cinema bemängelt außerdem, dass viele „Klischees und der Macho-Pathos [...] jedoch auf die Dauer“ ermüden. „Lediglich ein paar Actionszenen rütteln wieder wach“.
Deutscher Pressestern schreibt, dass „Regisseur David Hackl, selbst ehemaliger Lineman, ein von Anfang bis Ende packendes Actionspektakel“ inszeniert. Die schauspielerische Darbietung von John Travolta und Devon Sawa werden hervorgehoben. Auch die Leistungen von Kate Bosworth, Sharon Stone und Gil Bellows werden gelobt.
Sheri Linden vom  The Hollywood Reporter schreibt: „Das Leben steht zwar auf dem Spiel, aber auf dem Bildschirm ist es Mangelware“.
Auf Rotten Tomatoes hat der Film bei über 250 Bewertungen eine Wertung von schwachen 36 %. In der Internet Movie Database kann der Film bei über 5.000 Stimmenabgaben eine Wertung von 5,2 von insgesamt 10 Sternen vorweisen.